# Francesco Profumo
Pour les articles homonymes, voir Profumo.
Francesco Profumo (né le 3 mai 1953 à Savone) est un universitaire et homme politique italien, ministre de l'Instruction, des Universités et de la Recherche (MIUR) du gouvernement Monti du 16 novembre 2011 au 28 avril 2013. Auparavant, il était le président du Conseil national de la recherche (CNR) et un professeur universitaire. Il est également l'actuel recteur de l'OPIT (Open Institute of Technology),.

## Biographie
Francesco Profumo commence sa carrière dans la société Ansaldo en 1978, dans le département « recherche et développement. » En 1985, il s'installe à Turin, devient chercheur universitaire et obtient en 1995 un poste de professeur dans le secteur des convertisseurs, des machines et des appareils électriques à l'université de Turin.
Il prend ensuite la charge de président de la première faculté d'ingénierie de l'école polytechnique de Turin de 2003 à 2005. À partir du 1er octobre 2005, il en devient le recteur. Son rectorat est caractérisé par une forte poussée vers la collaboration avec des entreprises étrangères comme Microsoft et Motorola et une grande ouverture didactique envers l'étranger.
Francesco Profumo a été actif dans de nombreux groupes de travail internationaux, obtenant de nombreuses reconnaissances et plus de 250 articles publiés.
En 2011, il refuse de devenir maire de Turin. Il est actuellement président de Columbus, du Forum Torino et du Panel 09 du Comité de l'évaluation de la recherche (CIVR) du MIUR.
Il a été membre du conseil d'administration de Reply, de FIDIA S.p.A. et de Unicredit Private Bank,, le 12 avril 2011, il est nommé membre du Conseil d'administration de Telecom Italia. Il est en outre conseiller du Sole 24 Ore et de Pirelli. Le 13 août 2011, il est nommé président du CNR italien.

## Œuvres choisies
- F. Profumo, A. Tenconi, S. Facelli, B. Passerini, "Implementation and Validation of a New Thermal Model for Analysis, Design and Characterization of Multichip Power Electronics Devices", IEEE Transactions on Industry Applications, vol. 35, n. 3, mai/juin 1999, p. 663–669.
- F. Profumo, A. Tenconi, S. Facelli, B. Passerini, "Instantaneous Junction Temperature Evaluation of High-Power Diodes (Thyristors) During Current Transients", IEEE Transactions on Power Electronics, vol. 14, n. 2, mars 1999, p. 292–299.
- S. Gair, F. Eastham, F. Profumo, "Permanent Magnet Brushless DC Drives for Electric Vehicles", Electromotion Journal, vol. 2, n. 4, décembre 1995, p. 173–179.
- G. Griva, T. Habetler, M. Pastorelli, F. Profumo, "Performance Evaluation of a Direct Torque Controlled Drive in the Continuous PWM-Square Wave Transition Region", IEEE Transactions on Power Electronics, juillet 1995, vol. 10, n. 4, p. 464–471.
- A. Boglietti, P. Ferraris, M. Lazzari, F. Profumo, "Test Procedures for Very High Speed Spindle Motors", Electric Machines and Power Systems Journal, vol. 23, n. 4, juillet/août 1995, p. 443–458.
- A. Boglietti, P. Ferraris, M. Lazzari, F. Profumo, "Energetic Behaviour of Soft Magnetic Materials in the Case of Inverter Supply", IEEE Transactions on Industry Applications, septembre/octobre 1994, vol. IA-30, n. 6, p. 1580–1587.